# Rabirius
Rabirius war der Name eines römischen Geschlechts (gens), das ab der späten Republik bezeugt ist. Auch wenn ein senatorischer Rang vorhanden war, gibt es nur wenige Informationen über die Mitglieder, wobei nur ein einziges Mitglied, welches eine höhere Rolle einnahm, bekannt ist, und zwar Gaius Rabirius Postumus, der ungefähr im Jahr 48 – 47 v. Chr. Prätor war.

## Ursprung
Der größte Teil der Rabirius lebte in Italien und eine große Familie von ihnen in Tusculum, eine antike Stadt in der Nähe von Rom.
Bekannte Namensträger sind:
- Rabirius (Philosoph), von Cicero genannter popularisierender Philosoph im 1. Jahrhundert v. Chr.
- Gaius Rabirius, römischer Senator, von Cicero 63 v. Chr. verteidigt;
- Gaius Rabirius Postumus, römischer Ritter, später Senator, von Cicero ca. 54 v. Chr. verteidigt;
- Rabirius, Epiker der augusteischen Zeit.
- Rabirius (Architekt), Architekt kaiserlicher Paläste unter Domitian